# Dağyeli, Güçlükonak
Dağyeli là một xã thuộc huyện Güçlükonak, tỉnh Şırnak, Thổ Nhĩ Kỳ. Dân số thời điểm năm 2011 là 123 người.